# クオピオ
クオピオ（フィンランド語: Kuopio: フィンランド語発音: [ˈkuo̯pio] ( 音声ファイル)）はフィンランドの北サヴォ県に位置する都市。クオピオ郡に属する。面積は4,326.35km2（2022年6月30日現在）でその約17％、719.85km2が水面（湖沼）である。人口は121,383人（2022年6月30日現在）で、同国では9番目に大きな都市。中心部はKallavesi湖に突き出した半島部に広がる。

## 歴史
1653年に都市として設立されたが、正式に認可されたのは、1775年にグスタフ3世によってである。
クオピオには東フィンランド大学などいくつかの教育機関があり、学生が多く住む街でもある。
市内プイヨ丘にはクオピオのシンボルであるプイヨタワーが立っている。現在のタワーは1963年に完成した3代目で、初代は1856年、2代目は1906年に建てられた。
タワー周辺にはスキージャンプ台やクロスカントリーコースなどスポーツ施設が設けられ、市民の憩いの場ともなっている。
スキージャンプのワールドカップが毎年開催されている。

## クオピオ出身の人物
- マルッティ・アハティサーリ：元大統領
- ハンネス・コーレマイネン：陸上選手
- マルコ・ヒエタラ：ミュージシャン（ナイトウィッシュ、タロット）
- オリ・ヘルマン：ミュージシャン（レックレス・ラヴ)
- アキ・リッサネン：ミュージシャン

## 姉妹都市
- ヨンショーピング（スウェーデン） 1940年
- スヴェンボー（デンマーク） 1948年
- ボードー（ノルウェー） 1948年
- カストロプ＝ラウクセル（ドイツ） 1965年
- プスコフ（ロシア） 1966年
- ゲーラ（ドイツ） 1967年
- ウィニペグ（カナダ） 1972年
- ミネアポリス（アメリカ合衆国） 1972年
- クラヨーヴァ（ルーマニア） 1978年
- ジェール（ハンガリー） 1978年
- オポーレ（ポーランド） 1980年
- ブザンソン（フランス） 1986年
- ピトキャランタ（ロシア） 1992年

姉妹都市提携の年は、公式サイト内のページに拠った。

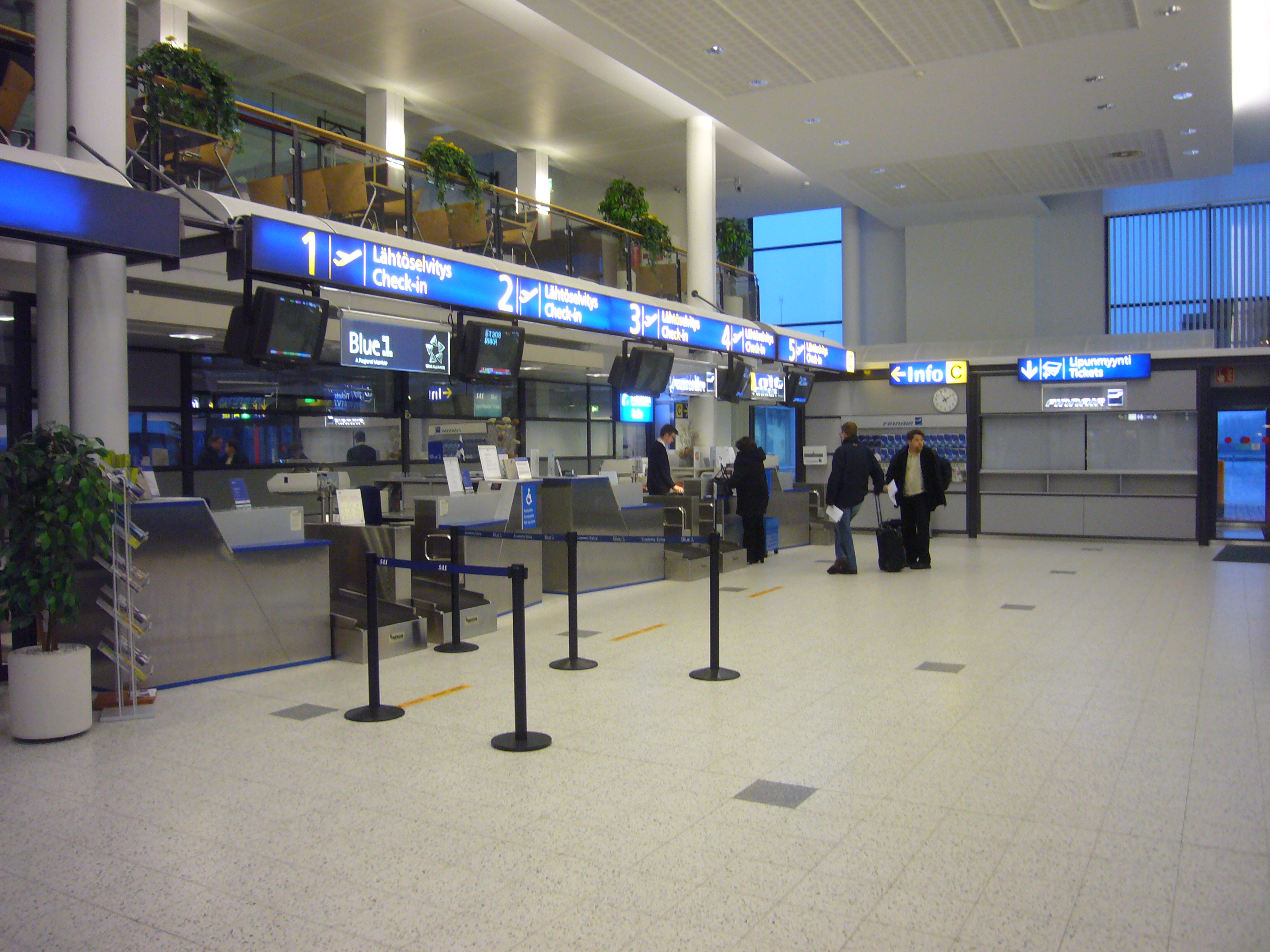
クオピオ近くのシーリンヤルヴィのクオピオ空港

## スポーツ
クオピオを本拠地に置くスポーツクラブチーム
- KalPa：アイスホッケー・SMリーガ（フィンランドプロアイスホッケーリーグ）
- KuPS：サッカー・ヴェイッカウスリーガ（フィンランドプロサッカーリーグ1部相当）
- Kuopion Taitoluistelijat：フィギュアスケートクラブ
- Puijon Hiihtoseura：スキー、バイアスロンの名門クラブ
- Puijon Pesis：ペサパッロ
- Kuopion Reippaan voimistelijat：体操
- Finland Ice Marathon：ice skating event
- Kuopio Steelers：アメリカンフットボール

## 気候

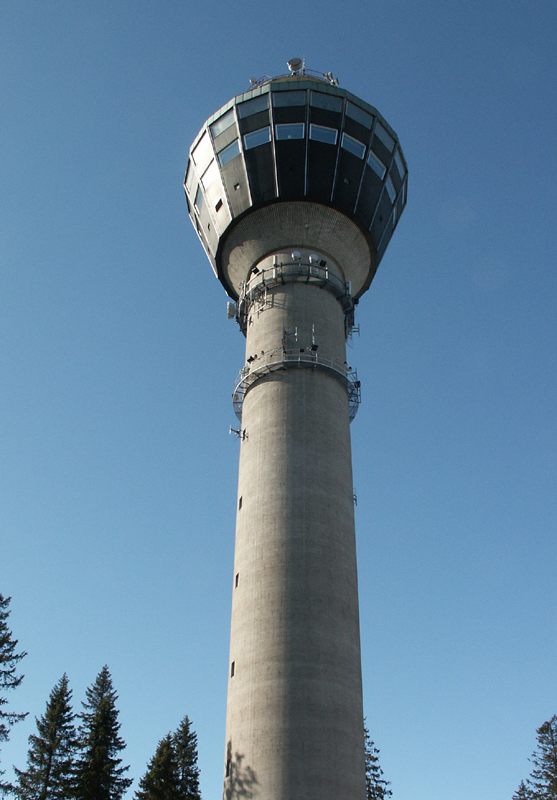
プイヨタワー

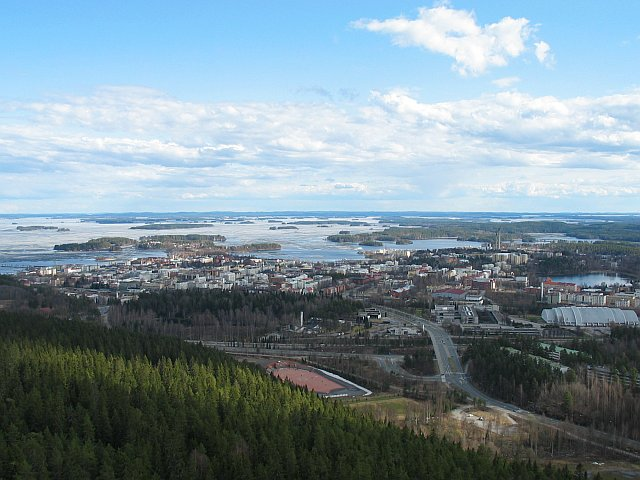
プイヨタワーから望むクオピオ市街

| Kuopioの気候                                 | Kuopioの気候 | Kuopioの気候 | Kuopioの気候 | Kuopioの気候 | Kuopioの気候 | Kuopioの気候 | Kuopioの気候 | Kuopioの気候 | Kuopioの気候 | Kuopioの気候 | Kuopioの気候 | Kuopioの気候 | Kuopioの気候   |
| 月                                           | 1月          | 2月          | 3月          | 4月          | 5月          | 6月          | 7月          | 8月          | 9月          | 10月         | 11月         | 12月         | 年             |
| -------------------------------------------- | ------------ | ------------ | ------------ | ------------ | ------------ | ------------ | ------------ | ------------ | ------------ | ------------ | ------------ | ------------ | -------------- |
| 平均最高気温 °C （°F）                       | −6.2 (20.8)  | −5.9 (21.4)  | −0.3 (31.5)  | 5.5 (41.9)   | 14.0 (57.2)  | 19.2 (66.6)  | 21.4 (70.5)  | 18.5 (65.3)  | 12.3 (54.1)  | 5.9 (42.6)   | −0.2 (31.6)  | −4.1 (24.6)  | 6.68 (44.01)   |
| 平均最低気温 °C （°F）                       | −13.2 (8.2)  | −13.4 (7.9)  | −8.3 (17.1)  | −2.8 (27)    | 3.8 (38.8)   | 10.4 (50.7)  | 13.1 (55.6)  | 11.3 (52.3)  | 6.4 (43.5)   | 1.5 (34.7)   | −4.5 (23.9)  | −10.3 (13.5) | −0.5 (31.1)    |
| 降水量 mm （inch）                           | 41.2 (1.622) | 31.1 (1.224) | 34.2 (1.346) | 31.9 (1.256) | 38.8 (1.528) | 65.4 (2.575) | 76.9 (3.028) | 80.2 (3.157) | 58.6 (2.307) | 52.8 (2.079) | 51.1 (2.012) | 45.6 (1.795) | 607.8 (23.929) |
| 平均降水日数                                 | 11           | 8            | 9            | 7            | 8            | 9            | 11           | 11           | 10           | 11           | 12           | 11           | 118            |
| 出典：World Meteorological Organisation (UN) |              |              |              |              |              |              |              |              |              |              |              |              |                |